# Niinijärvi (sjö i Urais, Mellersta Finland)
Niinijärvi är en sjö i kommunen Urais i landskapet Mellersta Finland i Finland. Den är 31 meter djup. Arean är 36 hektar och strandlinjen är 5,2 kilometer lång. Sjön  ingår i Kymmene älvs huvudavrinningsområde.   Den ligger omkring 30 kilometer norr om Jyväskylä och omkring 260 kilometer norr om Helsingfors. 
I sjön finns ön Niinisaari. 